# Pescada-gó
Die Pescada-gó (Macrodon ancylodon) ist ein Meeresfisch aus der Familie der Umberfische. Er kommt an der Atlantikküste Südamerikas vor.
Dieser Angehörige der Barschverwandten hat zahlreiche Vernakularnamen, ist also – als beliebter Speisefisch – in seiner Heimat recht bekannt: am verbreitetsten dürfte Pescada-gó (goete) sein, wie er auf Portugiesisch in Brasilien heißt. Neuere genetische Untersuchungen legen die Existenz mindestens zweier Populationen nahe, die möglicherweise Art-Niveau erreichen.
Auf der pazifischen Seite Südamerikas lebt auf etwa gleicher Breite (Costa Rica bis Ecuador) die recht ähnliche Art Macrodon mordax (Gilbert and Starks, 1904), der „Hundszahn-Weichfisch“, von dem angegeben wird, dass er auch Kalmare frisst – was man darum von ancylodon ebenfalls annehmen darf. Der Gattungsname Macrodon für diese Umberfische stammt von H. Schinz 1822. Lange Zeit verstand man unter „Macrodon“ (mit J. Müller 1843) aber die Salmler-Gattung Hoplias. „Macrodon asperula“ dagegen ist kein Fisch, sondern ein in der Nomenklatur ungültiger Name einer Muschel.

## Merkmale
Der Körper ist gestreckt und seitlich wenig abgeflacht; die Profillinie bis zur ersten Rückenflosse fast gerade, die Bauchseite mehr gewölbt. Das Auffallendste an dem Fisch ist wohl die Bezahnung (der wissenschaftl. Name nimmt darauf Bezug: „krummzähniger Großzahn“). Am Vorderende des Prämaxillare stehen je zwei große, einwärts gekrümmte spitze Zähne; am Vorderende des Dentale eine Gruppe ähnlicher, aber kaum gebogener, kleinerer, bei geschlossenem Maul vor ersteren gelegener Zähne, die man aber dennoch nicht als „Canini“ (Hundszähne) bezeichnen sollte. Die größten Zähne sind pfeilspitzenförmig. Am Prämaxillare folgen lateral, am Dentale innen (von den erwähnten) kleinere, weniger dicht (in zwei Reihen) stehende Reißzähne. Diese Art der Bezahnung findet sich, oft nur weniger deutlich, besonders bei Umberfischen mit Krebstier-Nahrung. Offenbar ist sie so angelegt, dass der Fisch damit auch sich (z. B. an Mangrove-Wurzeln) festklammernde kleine Krabben packen und losreißen kann. Ähnliche Gebissformen sind schon von primitiven unterdevonischen Sarcopterygii (Psarolepis romeri u. a., Onychodontiformes, d. h. „Krallenzähner“) bekannt; bei rezenten Acanthopterygii aber kaum so ausgeprägt – die Formen, die hartschalige Beute losreißen (Sparoiden, Blennioiden), haben nämlich im Kiefer-Gebiss meist auch Quetschzähne, die bei Sciaeniden aber bekanntlich die  Pharyngeal- (Schlund-)Bezahnung ausmachen. Das schrägstehende (fast oberständige) Maul ist groß, die Fortsätze der Kiemenreuse sind kurz, plump und gering an Zahl.
Der „king weakfish“ (so ein FAO-Name; bei Frankophonen [übersetzt] auch „Jäger-Umber“, acoupa-chasseur, bei Spanischsprachigen „Königsfischlein“, pescadillo real, in Guyana auch bantamary, auf Trinidad sogar German salmon: wegen gelblicher Mundschleimhaut) wurde maximal über 50 cm lang, erreicht heute jedoch infolge starker Nachstellung diese Größe kaum mehr. Die Färbung ist das Schattenfisch-Silber mit gelblichem Einschlag an der Basis der ventralen Flossen. Bei Jungfischen sind einzelne Schuppen der Rückenseite dunkel. Keine Barteln. Der Hinterrand des Präoperkulum ist fein gesägt. Der Fisch ist klein- und glattschuppig; die zweite Rückenflosse (die undulierend dem Vortrieb bei ruhigem Schwimmen dient) ist fast ganz mit sehr kleinen Schuppen bedeckt, ähnlich die Afterflossen-Basis. (Flossenformel: D1 X-XI, D2 I/27-29, A II (schwach)/8-9, C 19.) Die Schwanzflosse (C) ist fünfeckig, die mittleren Strahlen (mit dem verlängerten Seitenlinienorgan beiderseits) bei Jungfischen lang ausgezogen. Nur der Sacculith (die Sagitta) ist groß (fürs Wahrnehmen des arteigenen Quarrens), aber dünn, der Lagenolith (Lapillus) hingegen rudimentär. Die Schwimmblase hat nur zwei einfache vordere Anhänge – die Laut-Produktion ist offenbar noch nicht genauer untersucht.

## Vorkommen
Tropische atlantische Westküste Amerikas: Trinidad, Venezuela bis Mar del Plata (Mittelargentinien), bei 23–28 °C (daher an den östlichsten Küsten Brasiliens seltener). Meist über schlammigem oder feinsandigem Grund bis in 60 m Tiefe, gewöhnlich aber im Seichten (Litoral), wo er (gesellig) Krebse (Garnelen, Krabben), Weichtiere und kleinere Fische jagt. Gerne in brackigen Ästuaren (bes. die Jungfische) und Mangrove. Dank dieser Ökologie lässt er sich nur kleinräumig mit Waden oder Grundnetzen fangen, spielt aber auf lokalen Märkten (bes. im südlichen Verbreitungsgebiet) eine beträchtliche Rolle und muss trotz hoher Fortpflanzungsrate als überfischt gelten.

## Fortpflanzung
Von Oktober bis März wird im freien Wasser scharenweise wiederholt abgelaicht, z. T. mit zwei Aktivitäts-Gipfeln (November, Februar).
Größere Wanderungen finden hierzu nicht statt (so dass die erwähnte Ausbildung isolierter Populationen plausibel wird). Geschlechtsreife Fische sind dabei mindestens 23 (Männchen) bis 30 cm lang (Weibchen) und meist drei (oder mehr) Jahre alt (festgestelltes Maximalalter: 7 Jahre).